# Спорт в Ишимбае
Ишимбай — город с относительно молодой спортивной историей, но с уже сложившимися спортивными традициями, профессиональными командами и спортсменами мирового уровня.

## Авиамоделизм
В будущем городе Ишимбае в 1938 году при Детской технической станции (будущий Дом пионеров) был создан авиамодельный кружок. Первыми руководителями стали Жуков В. и Давыдов Владимир.
Затем 50 лет бессменно учил ребят строить модели кандидат в мастера спорта Хисматуллин Минигаян Габитович. Сейчас он проживает в Ишимбае, а его ученики, например Закир Беркутов, сами руководят авиамодельными кружками. Долгое время существовал и филиал — авиамодельный кружок в селе Петровское.
Проводятся первенства Ишимбая и Ишимбайского района по авиамодельному спорту.

## Конькобежный спорт
Существовала отделение конькобежного спорта со льюом на открытом воздухе — стадионе «Нефтяник». Наиболее успешные воспитанники — мастера спорта по конькам Николай Понамарёв, Елена Рожина — участники первенств России (2001, Елена также в 1997, 1998), Светлана Кочкурова — призёр первенства России среди юниоров.

## Велоспорт
В 1997 году в Ишимбае открылось отделение Велоспорта.
Отделение Велоспорта действует в МАУ ДО ДЮСШ№ 1 по адресу ул. Промысловая, д.15. Ежегодно воспитанники участвуют в более 30 стартах на Республиканском и Всероссийском уровне. Проводится Массовый велопробег «День велосипедиста», Первенство Республики Башкортостан и этапы Кубка РБ.
Стрижкова Екатерина — абсолютная Чемпионка России 2012—2016 г.г., обладательница стипендии Главы Республики Башкортостан 2014 г.; Горлова Кристина — Чемпионка России 2014 г., Призер России 2015 г. обладательница стипендии Главы Республики Башкортостан 2015г; Кинзибулатова Анжела — Призер России 2016 г., обладательница стипендии Главы Республики Башкортостан 2016г; Чечнева Дарья — Чемпионка Спартакиады молодежи 2014 г.; Масалович Артем — Призер Всероссийских соревнований 2014 г.; Панаев Евгений — Чемпион России 2008 г.

## Кикбоксинг
Неоднократный чемпион Башкирии, неоднократный обладатель кубка Зауралья, неоднократный чемпион Приволжского федерального округа, серебряный призёр чемпионата имени Маргелова среди Вооружённых Сил ВДВ, неоднократный обладатель кубка России, обладатель кубка мира г. Римини (Италия) — Антон Юрьевич Овечкин.

## Армспорт
Мастера спорта Газизов Р., Хайретдинов М.

## Бокс
Данис Латыпов — член сборной России, мастера спорта В.Еремеев, А.Мисюков.

## Авто-, мотоспорт
В декабре 1938 в 314-километровом мотопробеге Уфа—Ишимбаево—Уфа наряду с мужчинами, впервые участвовали женщины.
В Ишимбае действовал филиал Башавтомотоклуба — одного из первых автомотоклубов в СССР (1936), открыт в Уфе Высшим советом физической культуры при БашЦИКе.

## Биатлон
Олимпийская чемпионка в Нагано 1998 года Галина Куклева (биатлон); Чемпионка Универсиады в Польше г. Закопане 2001 года — Елена Сафарова (биатлон, по л/гонкам, по военно-прикладному многоборью, триатлон); мастер спорта Ишимбаева Раушания (биатлон); многократный чемпион России, двукратный серебряный призёр вторых Европейских юношеских Олимпийских игр Асылгужин Данил.

## Спортивные сооружения города

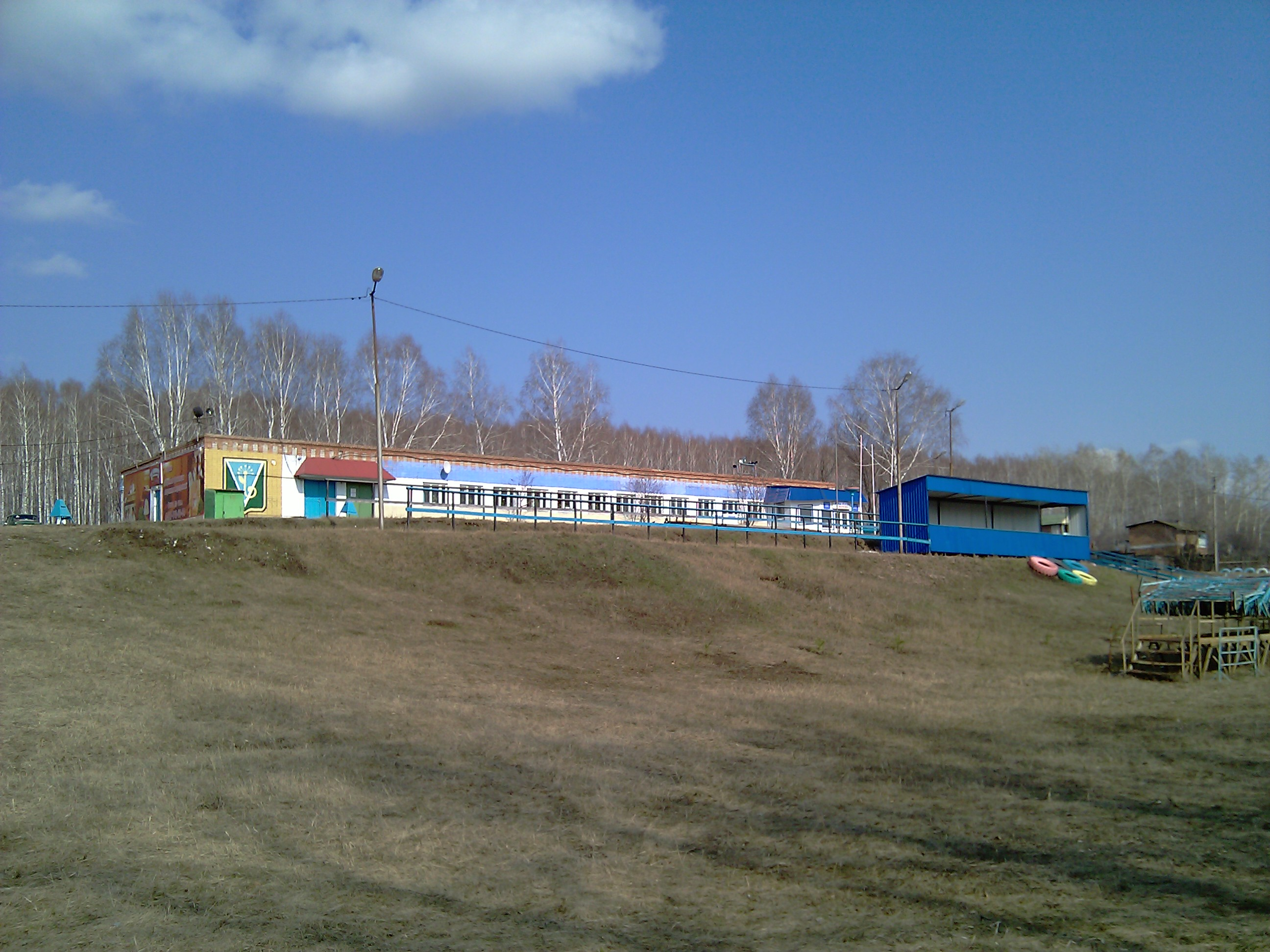
Лыжная база города Ишимбая

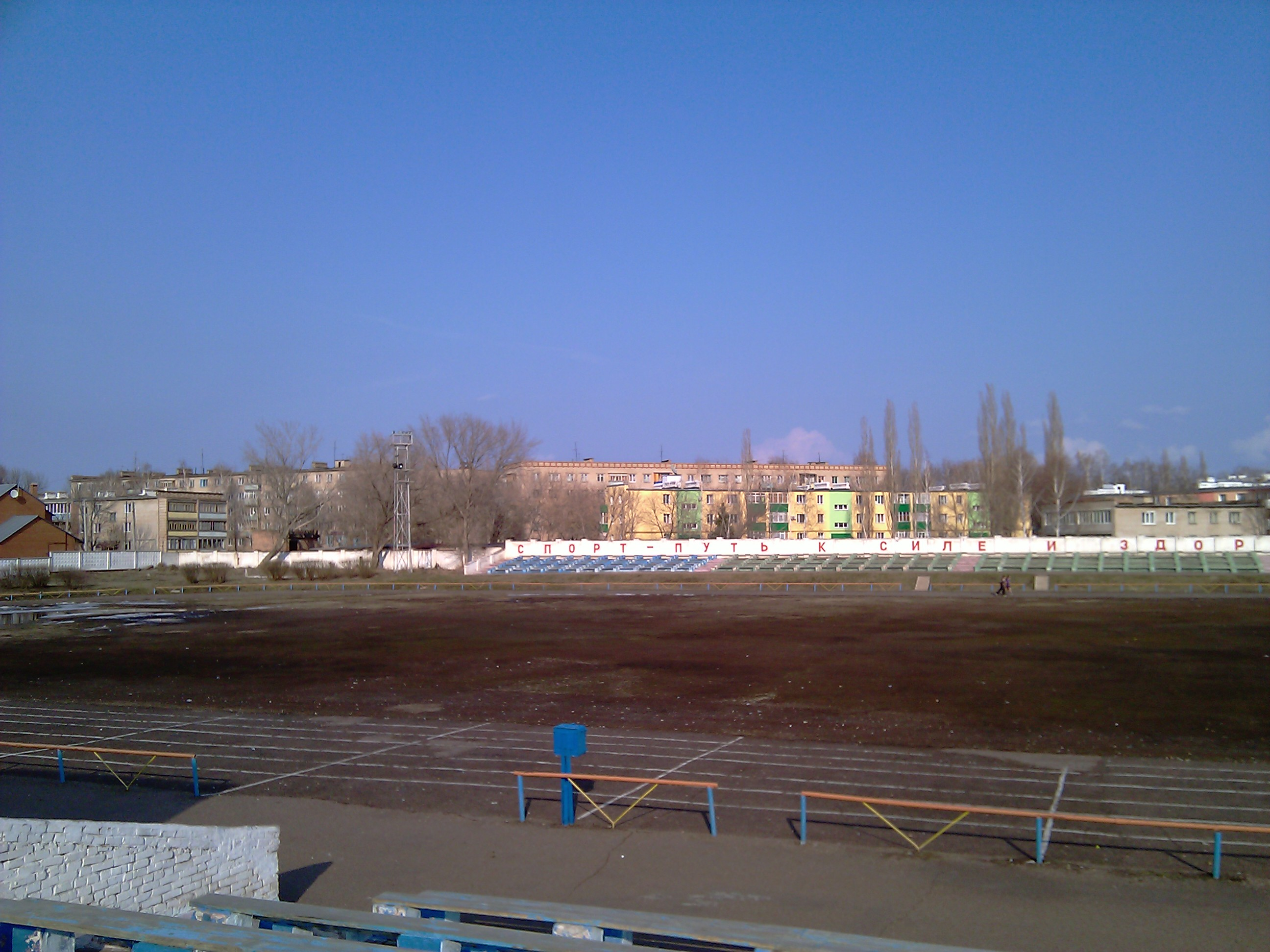
Стадион «Нефтяник»

В городе Ишимбае расположены Дворец спорта, стадион «Нефтяник», лыжная база с лыже-роллерной трассой.
Дворец спорта располагает спортивными залами для игровых видов, кикбоксинга, тяжёлой атлетики, фитнеса, армспорта, а также плавательным бассейном на 25 м. В 2007 году был открыт Центр бокса со специализированными залами для занятий этим видом спорта и тренажёрным залом. На стадионе «Нефтяник» работают тренажёрный зал, секции футбола, лёгкой атлетики, городошного спорта. На площадках ежедневно занимаются волейболом, баскетболом, оздоровительным бегом сотни горожан, проходят футбольные матчи Чемпионата РБ, турнир «Кожаный мяч», и ставшим популярным у детворы «Дворовый футбол».

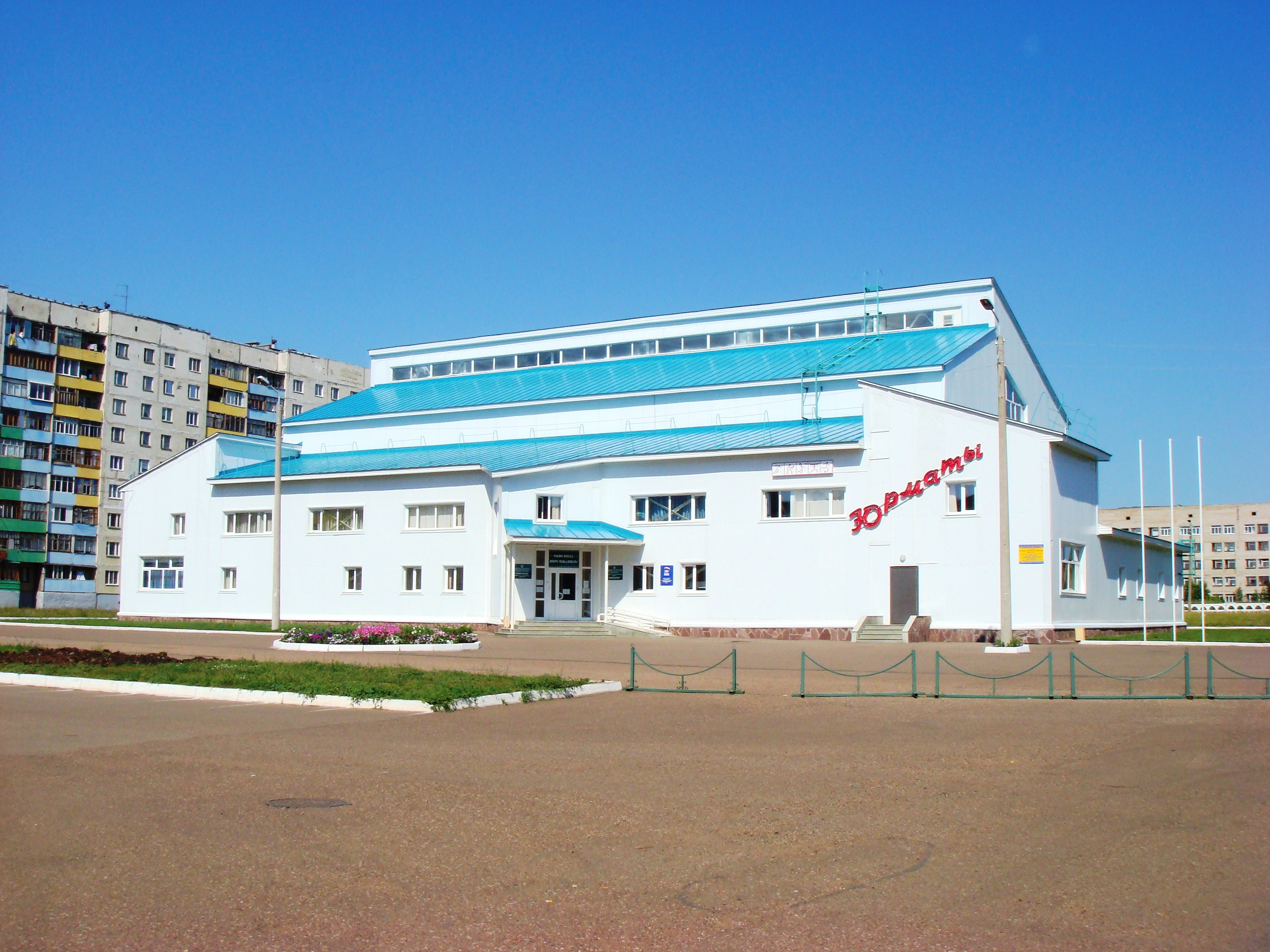
Физкультурно-оздоровительный комплекс «Юрматы»

В 2009 году после длительного строительства открылся физкультурно-оздоровительный комплекс «Юрматы».
Городу Ишимбаю необходимо сооружение Ледового дворца для проведения хоккейных турниров. В настоящее время имеется проект создания горнолыжной трассы для занятий сноубордом за рекой Тайрук. В последнее время этот вид спорта стал актуальным в городе. На данный момент необходимых денежных средств нет.

## Спортивные организации города

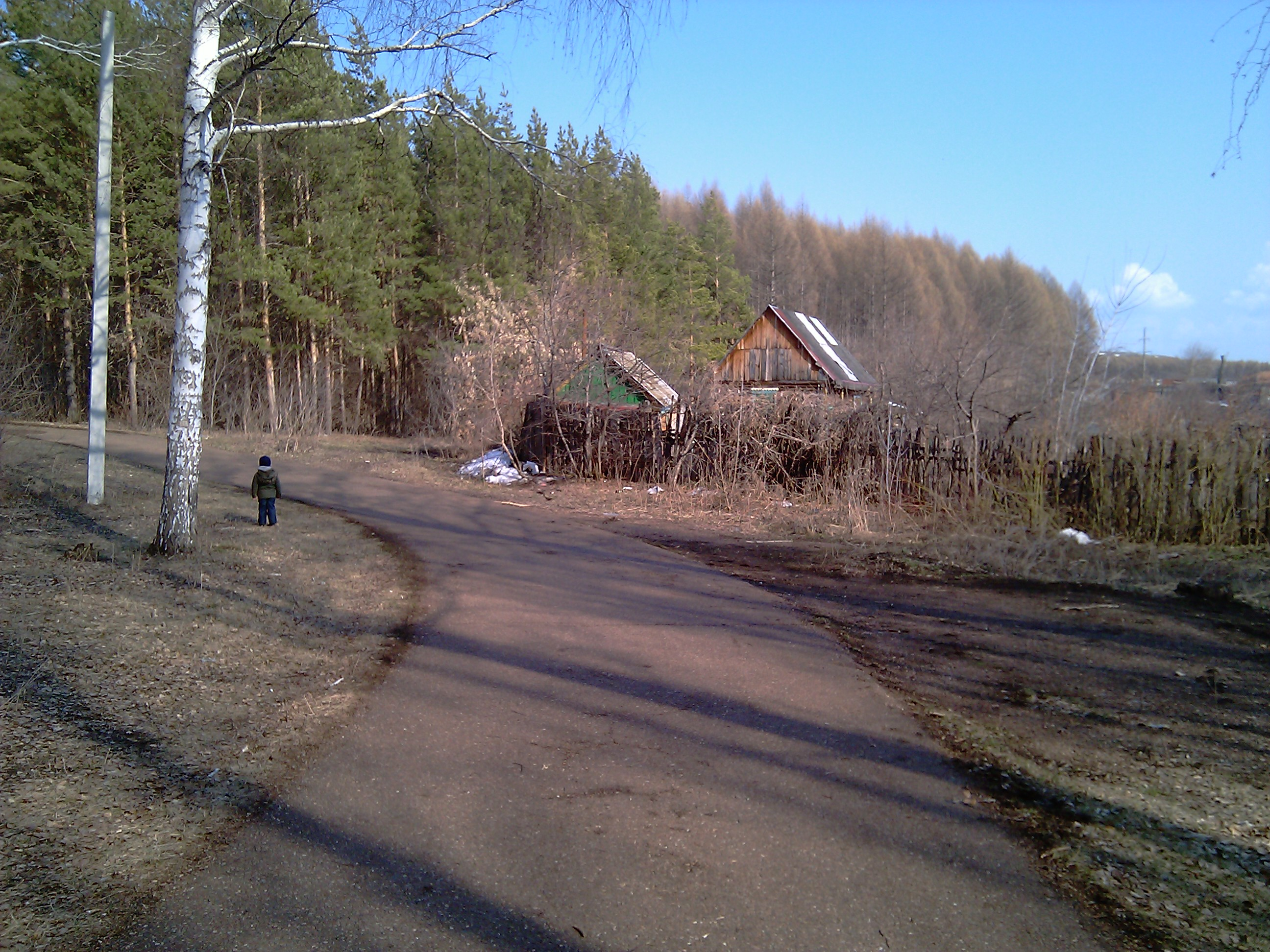
Лыже-роллерная трасса города Ишимбая

Среди спортивных организаций в городе Ишимбае имеются: Ишимбайская детско-юношеская спортивная школа № 1, Ишимбайская детско-юношеская спортивная школа № 2, Ишимбайская специализированная детско-юношеская школа олимпийского резерва по шашкам и Ишимбайская станция юных туристов.
Ишимбайская детско-юношеская спортивная школа № 1 открыта в сентябре 1953 года приказом ГОРОНО г. Ишимбая. На данный момент в ДЮСШ № 1 культивируется 8 видов спорта: велоспорт, футбол, лёгкая атлетика, биатлон, полиатлон, лыжи, борьба «Куреш», лапта.
Спортивная школа проводит ежегодно крупные соревнования РБ: Ишимбайский лыжный марафон памяти В.В. Новожилова, легкоатлетический пробег-гандикап «Ишимбайское кольцо», легкоатлетический полумарафон «Петровское кольцо», легкоатлетический пробег «Кинзебулатово — Байгужа», открытый зимний турнир по мини-футболу, этап-первенство РБ по велоспорту, межотраслевая зимняя спартакиада профсоюзов РБ.
Ишимбайская детско-юношеская спортивная школа № 2 создана в 1990 году на базе Дворца спорта. В ДЮСШ № 2 культивируются следующие виды спорта: баскетбол, волейбол, плавание, самбо, кикбоксинг, армспорт, тяжёлая атлетика. Количество занимающихся составляет 1300 человек. Тренеров-преподавателей — 26 человек.
Ишимбайская станция юных туристов имеет следующие отделения: спортивное ориентирование, спелеотуризм, музееведение, краеведение, геология, альпинизм, инвалидный туризм. Количество обучающихся, занимающихся в учреждении — 180 человек.

## Спортивные клубы города
Футбольный клуб «Нефтяник» — основан 1948 году. Выступал также под именами «Нефтемаш» и «Вихрь», является старейшим участником Чемпионата Башкирии и её первым чемпионом (1948 год). Принимал участие в финалах Кубка республики в 1968 и 1976 годах. Несколько раз являлся призёром Чемпионата Башкирии. Особенно удачный период — выступление команды в середине 1980-х годов. Команда, носившее тогда название «Вихрь», в 1986 году стала чемпионом республики и играла в финале Кубка, а через год стала обладателем Кубка РБ.
Шашечный клуб «Нефтяник» — основан в 1999 году, первый в России профессиональный шашечный клуб. Он неоднократно выигрывал Кубок Европейских чемпионов. Также имел название «Машиностроитель».

## Спортивные достижения
- Георгиев Александр Сергеевич (род. 17 июля 1975). Чемпион мира по международным шашкам (2002, 2003, 2004, 2007). Чемпион мира среди юниоров (1992). Международный гроссмейстер (1995), гроссмейстер России[9].
- Куклева Галина Алексеевна — чемпионка зимней Олимпиады 1998 года в Нагано, биатлон. Воспитанница ишимбайской биатлонной школы.
- Матвеев Лев Николаевич (род. 12 февраля 1971) — экс-футболист ЦСКА, чемпион СССР (1991[10]. По состоянию на 2000 год занимал 11-е место в списке лучших бомбардиров 1-го дивизиона (111 мячей)[11].
- Мильшин Владимир Иванович (род. 26 мая 1965) — чемпион мира в составе сборной РФ (2000), обладатель шести кубков Европы в составе клубов «Нефтяник» (Ишимбай), «Башнефть» (Уфа), включая Кубок Европейских чемпионов. Международный гроссмейстер, гроссмейстер Украины и России.
- Мильшина Елена Александровна (Дёмочкина) (род. 8 мая 1971). Первая в истории чемпионка мира по международным шашкам среди девушек (1989). Вице-чемпионка мира по молниеносным шашкам (2007), призёрка чемпионатов Европы (серебро, 2004, бронза 2002), чемпионка России в различных программах. Международный гроссмейстер (2007), российский гроссмейстер.
- Новожилов Владимир Вениаминович. Заслуженный тренер России (биатлон). Тренер Галины Куклевой. В Ишимбае ежегодно проводится лыжный марафон памяти Владимира Новожилова.
- Тансыккужина Тамара Михайловна (род. 11 декабря 1978, Набережные Челны). Единственная в России чемпионка мира по международным шашкам (всего 4 мировые победы 2001, 2003, 2004, 2007)[12].
- Фогель Юрий Викторович — первый чемпион мира в Ишимбае (радиоспорт), мастер спорта международного класса, основатель первой телекомпании в Ишимбае.

## Спортивные школы в сети
- ДЮСШ № 1 (Лыжная база) — http://dush1.ishimsport.ru
- ДЮСШ № 2 (Дворец спорта) — http://dussh2-ishimbay.ru
- ДЮСШ № 3 (ФОК «Юрматы») — http://dush3.ishimsport.ru
- ДЮСШ № 4 (Стадион «Нефтяник») — http://dush4.ishimsport.ru